# 沖縄及び北方問題に関する特別委員会
沖縄及び北方問題に関する特別委員会（おきなわおよびほっぽうもんだいにかんするとくべついいんかい）は、日本の衆議院に設置されている特別委員会。国会法第45条の規定に基づき設置されている。参議院には「政府開発援助等及び沖縄・北方問題に関する特別委員会」という特別委員会が設置されている。

## 概要
沖縄及び北方問題に関する特別委員会は、衆議院に置かれている特別委員会である。沖縄及び北方問題に関する特別委員会が国会に最初に置かれたのは、第58回国会（1967年（昭和42年）12月27日召集）である。衆議院においては現在まですべての国会で設置されている。第55回国会から第57回国会までは沖縄問題等に関する特別委員会が設置されていた。参議院においては第208回国会にて政府開発援助等に関する特別委員会と統合され、政府開発援助等及び沖縄・北方問題に関する特別委員会が設置された。
沖縄及び北方問題に関する特別委員会は、沖縄及び北方問題に関する対策樹立を目的に設置されている。
沖縄及び北方問題に関する特別委員会は「沖縄北方特別委員会」「沖北」（おきほく）などと略される。
委員の選任は、すべて議長の指名によって行われる（衆議院規則37条・参議院規則30条1項）。実際には、各議院運営委員会において、各会派の議席数に応じて各委員会の委員の員数も配分され、個別の人事は配分された員数の範囲内で各会派によって行われる。
委員長は、委員の互選（国会法45条）で選任されると定められているが、投票によらないで動議によって選出されることがほとんどである。委員長の選挙は年長者が主催することになっている（衆議院規則101条・参議院規則80条）。事前に各会派間で協議された特別委員長各会派割当てと会派申出の候補者に基づいておこなわれる。なお、委員長に事故があった場合は理事が職務を行うことになっている（衆議院規則38条2項・参議院規則31条3項）。
理事の選任は委員の互選（衆議院規則38条1項・参議院規則31条）となっているが、委員会設置以来すべて委員長の指名により行われている。理事の員数および各会派割当ては議院運営委員会で決定した基準により、選挙など会派の構成が大きく変わった際に見直される。

## 衆議院
- 衆議院における委員の選任は、総選挙後初めて召集される会期の始めに行われる（国会法第42条および衆議院委員会先例集9号）か、国会法または衆議院規則の改正により必要となったとき（衆議院委員会先例集10号）のみであり、その他の場合は異動とみなし、委員の辞任と補欠選任で対処することになっている。
- 多くの会派は、総選挙後の国会と毎年秋に召集される臨時国会の冒頭で各委員の構成を見直すことを例としていることから、実際に委員の構成が大きく変わるのはその際である。
- 委員の会派割当数は所属議員の比率により議院運営委員会において決定される（国会法第46条および衆議院委員会先例集12号）。

### 組織
衆議院沖縄及び北方問題に関する特別委員会の員数は25人である（衆議院規則100条）。委員長1名、理事8名が選出または指名される。
沖縄及び北方問題に関する特別委員会の組織
2025年（令和7年）1月24日現在
- 沖縄及び北方問題に関する特別委員長
  - 逢坂誠二（立憲民主党・無所属）

- 理事
  - 國場幸之助、島尻安伊子、鈴木貴子（自由民主党）
  - 新垣邦男、川内博史、屋良朝博（立憲民主党・無所属）
  - 藤巻健太（日本維新の会）
  - 許斐亮太郎（国民民主党・無所属クラブ）

- 委員
  - 上田英俊、小林鷹之、鈴木隼人、西銘恒三郎、尾身朝子、広瀬建、向山淳、若山慎司（自由民主党）
  - 川原田英世、篠田奈保子、西川将人、松木謙公（立憲民主党・無所属）
  - 高橋英明（日本維新の会）
  - 深作ヘスス（国民民主党・無所属クラブ）
  - 吉田宣弘（公明党）
  - 山川仁（れいわ新選組）
  - 赤嶺政賢（日本共産党）

### 所管事項
衆議院沖縄及び北方問題に関する特別委員会の所管事項は次の通り。
1. 沖縄及び北方問題に関する対策樹立

国政調査案件
1. 沖縄及び北方問題に関する事項

## 参議院
「政府開発援助等及び沖縄・北方問題に関する特別委員会」を参照

## 所管国務大臣等
委員会が審査又は調査を行うときは、政府に対する委員の質疑は、国務大臣又は内閣官房副長官、副大臣若しくは大臣政務官に対して行う（参議院規則42条の2）。どの国務大臣等に対して出席を求めるかは、各議院の委員会において、委員長及び理事の協議で決定される。沖縄及び北方問題に関する特別委員会において出席を求められる主な国務大臣等は、以下の通り。
沖縄及び北方対策担当大臣が内閣府特命担当大臣として置かれている。2001年の中央省庁再編以前は北海道開発庁長官及び沖縄開発庁長官が担当大臣であった。
- 内閣府特命担当大臣（沖縄及び北方対策担当）
  - 伊東良孝（自由民主党）

- その他関連する国務大臣や以上の国務大臣の下に置かれる内閣官房副長官、副大臣、大臣政務官など。

## 衆議院の歴代委員長
| 氏名       | 在任                             | 所属政党        |
| 床次徳二   | 1968年3月19日 － 1968年12月6日   | 自由民主党      |
| 中村寅太   | 1968年12月10日 － 1969年12月2日  | 自由民主党      |
| 池田清志   | 1970年1月20日 － 1971年7月14日   | 自由民主党      |
| 床次徳二   | 1971年7月14日 － 1972年7月12日   | 自由民主党      |
| 正示啓次郎 | 1972年7月12日 － 1972年12月10日  | 自由民主党      |
| 浅井美幸   | 1972年12月26日 － 1973年12月1日  | 公明党          |
| 小浜新次   | 1973年12月1日 － 1974年12月27日  | 公明党          |
| 松本忠助   | 1974年12月27日 － 1976年12月9日  | 公明党          |
| 稲富稜人   | 1976年12月25日 － 1977年12月19日 | 民社党          |
| 竹本孫一   | 1977年12月19日 － 1978年12月22日 | 民社党          |
| 和田耕作   | 1978年12月22日 － 1979年9月7日   | 民社党          |
| 河村勝     | 1979年11月13日 － 1980年5月19日  | 民社党          |
| 小沢貞孝   | 1980年7月18日 － 1981年12月21日  | 民社党          |
| 吉田之久   | 1981年12月21日 － 1982年12月28日 | 民社党          |
| 宮田早苗   | 1982年12月28日 － 1983年11月28日 | 民社党          |
| 渡辺朗     | 1983年12月28日 － 1984年12月1日  | 民社党          |
| 大内啓伍   | 1984年12月1日 － 1985年6月21日   | 民社党          |
| 青山丘     | 1985年6月21日 － 1986年6月2日    | 民社党          |
| 加藤万吉   | 1986年7月23日 － 1988年7月19日   | 日本社会党      |
| 稲葉誠一   | 1988年7月19日 － 1986年7月22日   | 日本社会党      |
| 高沢寅男   | 1986年7月22日 － 1989年10月12日  | 日本社会党      |
| 沢田広     | 1989年10月12日 － 1990年1月24日  | 日本社会党      |
| 上田哲     | 1990年3月1日 － 1991年1月18日    | 日本社会党      |
| 渡部行雄   | 1991年1月18日 － 1991年3月6日    | 日本社会党      |
| 中西績介   | 1991年3月6日 － 1992年1月24日    | 日本社会党      |
| 井上一成   | 1992年1月24日 － 1993年1月22日   | 日本社会党      |
| 上田卓三   | 1993年1月22日 － 1993年6月18日   | 日本社会党      |
| 西銘順治   | 1993年8月12日 － 1994年9月30日   | 自由民主党      |
| 鈴木宗男   | 1994年9月30日 － 1995年9月29日   | 自由民主党      |
| 宮里松正   | 1995年9月29日 － 1996年9月27日   | 自由民主党      |
| 仲村正治   | 1996年11月8日 － 1997年9月29日   | 自由民主党      |
| 笹山登生   | 1997年9月29日 － 1998年1月12日   | 新生党 → 自由党 |
| 前田武志   | 1998年1月12日 － 1998年8月4日    | 民政党 → 民主党 |
| 五島正規   | 1998年8月4日 － 1999年12月29日   | 民主党          |
| 佐々木秀典 | 1999年12月29日 － 2000年6月2日   | 民主党          |
| 北村直人   | 2000年7月5日 － 2001年1月31日    | 自由民主党      |
| 大木浩     | 2001年1月31日 － 2002年1月21日   | 自由民主党      |
| 萩野浩基   | 2002年1月21日 － 2002年10月18日  | 自由民主党      |
| 仲村正治   | 2002年10月18日 － 2003年3月19日  | 自由民主党      |
| 平林鴻三   | 2003年3月19日 － 2003年10月10日  | 自由民主党      |
| 金田誠一   | 2003年12月20日 － 2004年10月12日 | 民主党          |
| 荒井聰     | 2004年10月12日 － 2005年8月8日   | 民主党          |
| 川内博史   | 2005年9月22日 － 2006年9月28日   | 民主党          |
| 安住淳     | 2006年9月28日 － 2007年9月10日   | 民主党          |
| 藤村修     | 2007年9月10日 － 2009年1月5日    | 民主党          |
| 前原誠司   | 2009年1月5日 － 2009年7月21日    | 民主党          |
| 山本公一   | 2009年9月18日 － 2010年10月1日   | 自由民主党      |
| 北村誠吾   | 2010年10月1日 － 2011年10月20日  | 自由民主党      |
| 福井照     | 2011年10月20日 － 2012年10月29日 | 自由民主党      |
| 小野寺五典 | 2012年10月29日 － 2012年11月16日 | 自由民主党      |
| 荒井聰     | 2012年12月27日 － 2013年11月15日 | 民主党          |
| 安住淳     | 2013年11月15日 － 2014年9月29日  | 民主党          |
| 松原仁     | 2014年9月29日 － 2014年11月21日  | 民主党          |
| 古川元久   | 2015年1月26日 － 2016年1月4日    | 民主党          |
| 渡辺周     | 2016年1月4日 － 2017年1月20日    | 民進党          |
| 鈴木克昌   | 2017年1月20日 － 2017年9月28日   | 民進党          |
| 横光克彦   | 2017年11月2日 － 2018年10月24日  | 立憲民主党      |
| 末松義規   | 2018年10月24日 － 2019年10月4日  | 立憲民主党      |
| 菊田真紀子 | 2019年10月4日 － 2020年9月18日   | 無所属          |
| 西村智奈美 | 2020年10月27日 － 2021年10月14日 | 立憲民主党      |
| 奥野総一郎 | 2021年11月11日 － 2021年12月6日  | 立憲民主党      |
| 阿部知子   | 2021年12月6日 － 2022年10月2日   | 立憲民主党      |
| 松木謙公   | 2022年10月2日 － 2024年1月26日   | 立憲民主党      |
| 佐藤公治   | 2024年1月26日－2024年11月13日    | 立憲民主党      |
| 逢坂誠二   | 2024年11月13日ー現職             | 立憲民主党      |

## 参議院の歴代委員長
| 氏名       | 在任                             | 所属政党     |
| 山本利寿   | 1967年12月27日 － 1968年1月27日  | 自由民主党   |
| 伊藤五郎   | 1968年1月27日 － 1969年1月27日   | 自由民主党   |
| 山本茂一郎 | 1969年1月27日 － 1970年2月14日   | 自由民主党   |
| 塚田十一郎 | 1970年2月14日 － 1971年1月27日   | 自由民主党   |
| 米田正文   | 1971年1月27日 － 1971年7月24日   | 自由民主党   |
| 長谷川仁   | 1971年7月24日 － 1972年7月12日   | 自由民主党   |
| 星野重次   | 1972年7月12日 － 1973年12月1日   | 自由民主党   |
| 金井元彦   | 1973年12月1日 － 1974年12月14日  | 自由民主党   |
| 古賀雷四郎 | 1974年12月14日 － 1976年1月23日  | 自由民主党   |
| 稲嶺一郎   | 1976年1月23日 － 1977年7月30日   | 自由民主党   |
| 岡田広     | 1977年7月30日 － 1978年9月29日   | 自由民主党   |
| 西村尚治   | 1978年9月29日 － 1979年11月16日  | 自由民主党   |
| 志村愛子   | 1979年11月16日 － 1981年1月30日  | 自由民主党   |
| 上田稔     | 1981年1月30日 － 1981年10月7日   | 自由民主党   |
| 大鷹淑子   | 1981年10月7日 － 1982年12月1日   | 自由民主党   |
| 佐々木満   | 1982年12月1日 － 1983年7月18日   | 自由民主党   |
| 板垣正     | 1983年7月18日 － 1984年8月8日    | 自由民主党   |
| 堀江正夫   | 1984年8月8日 － 1985年6月24日    | 自由民主党   |
| 夏目忠雄   | 1985年6月24日 － 1986年7月7日    | 自由民主党   |
| 矢野俊比古 | 1986年7月22日 － 1987年7月6日    | 自由民主党   |
| 川原新次郎 | 1987年7月6日 － 1988年7月19日    | 自由民主党   |
| 守住有信   | 1988年7月19日 － 1989年8月7日    | 自由民主党   |
| 田代由紀男 | 1989年8月7日 － 1990年6月25日    | 自由民主党   |
| 田沢智治   | 1990年6月25日 － 1991年8月5日    | 自由民主党   |
| 福田宏一   | 1991年8月5日 － 1992年7月7日     | 自由民主党   |
| 大浜方栄   | 1992年8月7日 － 1993年8月23日    | 自由民主党   |
| 木宮和彦   | 1993年8月23日 － 1994年9月30日   | 自由民主党   |
| 坪井一宇   | 1994年9月30日 － 1995年8月4日    | 自由民主党   |
| 成瀬守重   | 1995年8月4日 － 1996年6月19日    | 自由民主党   |
| 楢崎泰昌   | 1996年6月19日 － 1997年6月18日   | 自由民主党   |
| 志村哲良   | 1997年6月18日 － 1998年1月12日   | 自由民主党   |
| 中尾則幸   | 1998年1月12日 － 1998年7月25日   | 民主党       |
| 立木洋     | 1998年8月31日 － 2001年1月31日   | 日本共産党   |
| 笠井亮     | 2001年1月31日 － 2001年7月22日   | 日本共産党   |
| 沓掛哲男   | 2001年8月7日 － 2001年9月27日    | 自由民主党   |
| 佐藤雄平   | 2001年9月27日 － 2002年10月18日  | 民主党       |
| 本田良一   | 2002年10月18日 － 2003年11月19日 | 民主党       |
| 谷林正昭   | 2003年11月19日 － 2006年7月25日  | 民主党       |
| 木俣佳丈   | 2004年7月30日 － 2005年9月29日   | 民主党       |
| 高橋千秋   | 2005年9月29日 － 2006年9月28日   | 民主党       |
| 黒岩宇洋   | 2006年9月28日 － 2007年7月28日   | 民主党       |
| 市川一朗   | 2007年9月10日 － 2010年7月25日   | 自由民主党   |
| 中川雅治   | 2010年7月30日 － 2011年9月13日   | 自由民主党   |
| 岸信夫     | 2011年9月13日 － 2012年10月29日  | 自由民主党   |
| 猪口邦子   | 2012年10月29日 － 2013年8月7日   | 自由民主党   |
| 羽田雄一郎 | 2013年8月7日 － 2013年10月15日   | 民主党       |
| 林久美子   | 2013年10月15日 － 2014年9月29日  | 民主党       |
| 風間直樹   | 2014年9月29日 － 2016年1月4日    | 民主党       |
| 江崎孝     | 2016年1月4日 － 2016年8月1日     | 民主党       |
| 石田昌宏   | 2016年8月1日 － 2017年1月20日    | 自由民主党   |
| 藤井基之   | 2017年1月20日 － 2017年9月28日   | 自由民主党   |
| 石井浩郎   | 2017年9月28日 － 2018年5月11日   | 自由民主党   |
| 石橋通宏   | 2018年5月11日 － 2019年10月4日   | 立憲民主党   |
| 小西洋之   | 2019年10月4日 － 2020年9月16日   | 無所属       |
| 鈴木宗男   | 2020年9月16日 － 2021年11月10日  | 日本維新の会 |
| 榛葉賀津也 | 2021年11月10日 － 2022年1月17日  | 国民民主党   |

## ロシアによる入国禁止
2022年5月4日に「反ロシア」を理由に、日本政府関係大臣や閣僚、読売新聞・産経新聞・日経新聞・週刊文春等のメディア関係者・北方領土返還運動関係者・大学教授らと共に、衆院の沖縄北方特別委員会と参院の政府開発援助・沖縄北方特別委員会の全理事、佐藤正久・石井苗子など参院の同委員会の一部委員会の委員議員に対する入国禁止がロシア外務省から発表された。